# Майнерзен
Майнерзен (нем. Meinersen) — община в Германии, в земле Нижняя Саксония.
Входит в состав района Гифхорн. Подчиняется управлению Майнерзен. Население составляет 8215 человек (на 31 декабря 2010 года). Занимает площадь 53,83 км².

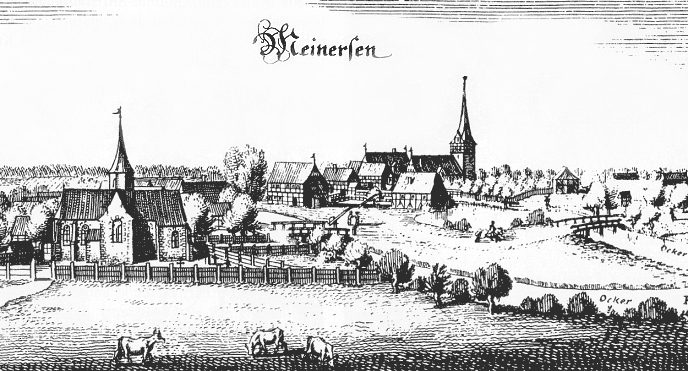
Замок

| Год  | Население |
| ---- | --------- |
| 1990 | 5474      |
| 1995 | 6480      |
| 2000 | 8089      |
| 2005 | 8452      |
| 2010 | 8247      |